# Carola (eau)
Pour les articles homonymes, voir Carola.
Sources Carola est une marque d'eau de source faiblement minéralisée provenant de Ribeauvillé en Alsace. 

## Historique
La source naturelle de Ribeauvillé apparait au XVIe siècle.
C'est en 1888 que le docteur Staub l'exploite en créant un établissement thermal « les bains Carola », du nom de son épouse Caroline.
En 1922, l'eau est commercialisée en version pétillante et gazeuse. Une effervescence obtenue par adjonction de gaz carbonique, car la source n'est pas naturellement gazeuse. Dès 1955, sa version plate est également vendue.
L'eau a appartenu à la Société française des eaux régionales (SFER), une filiale du groupe agroalimentaire Nestlé, située à Saint-Lambert.
En 2013, c'est la société belge Spadel qui en devient propriétaire. C'est la SA des Eaux Minérales de Ribeauvillé (une cinquantaine de personnes) qui gère l'embouteillage et la promotion de la marque. 
Principalement consommée en Alsace, elle l'est aussi dans toute la région Grand Est.

## Propriétés et composition analytique
L'eau Carola est une eau de source moyennement minéralisée. Sa composition analytique est la suivante :
| Éléments             | Proportion en mg/L |
| -------------------- | ------------------ |
| Calcium (Ca2+)       | 73                 |
| Magnésium (Mg2+)     | 20                 |
| Sodium (Na+)         | 131                |
| Sulfates (SO42−)     | 143                |
| Bicarbonates (HCO3−) | 427                |
| Potassium            | 7                  |
| Chlorures            | 57                 |
| Nitrates             | 1.5                |